# Arctotis rogersii
Arctotis rogersii là một loài thực vật có hoa trong họ Cúc. Loài này được (Benson) M.C.Johnst. mô tả khoa học đầu tiên.